# IC 43
IC 43 est une galaxie spirale intermédiaire située dans la constellation d'Andromède. Sa vitesse par rapport au fond diffus cosmologique est de (4539 ± 22) km/s, ce qui correspond à une distance de Hubble de 67,0 ± 4,7 Mpc (∼219 millions d'al). IC 43 a été découverte par l'astronome français Guillaume Bigourdan en 1889.
La classe de luminosité de IC 43 est III et elle présente une large raie HI.
En raison d'une brillance de surface égale à 14,08 mag/am2, on peut qualifier IC 43 de galaxie à faible brillance de surface (LSB en anglais pour low surface brightness). Les galaxies LSB sont des galaxies diffuses (D) avec une brillance de surface inférieure de moins d'une magnitude à celle du ciel nocturne ambiant.
À ce jour, une mesure non basée sur le décalage vers le rouge (redshift) donne une distance d'environ 32,100 Mpc (∼105 millions d'al). Cette valeur est loin à l'extérieur des valeurs de la distance de Hubble.

## Groupe de NGC 315
La galaxie IC 43 fait partie du groupe de NGC 315. Ce groupe comprend plus d'une quarantaine de galaxies. Outre IC 43, les principales galaxies de ce groupe sont NGC 226, NGC 243, NGC 262, NGC 266, NGC 311, NGC 315, NGC 338, IC 66 et IC 69. La galaxie NGC 252 incluse au groupe de NGC 315 dans un article d'Abraham Mahtessian devrait être ajoutée à cette liste.